# Peter Menasse

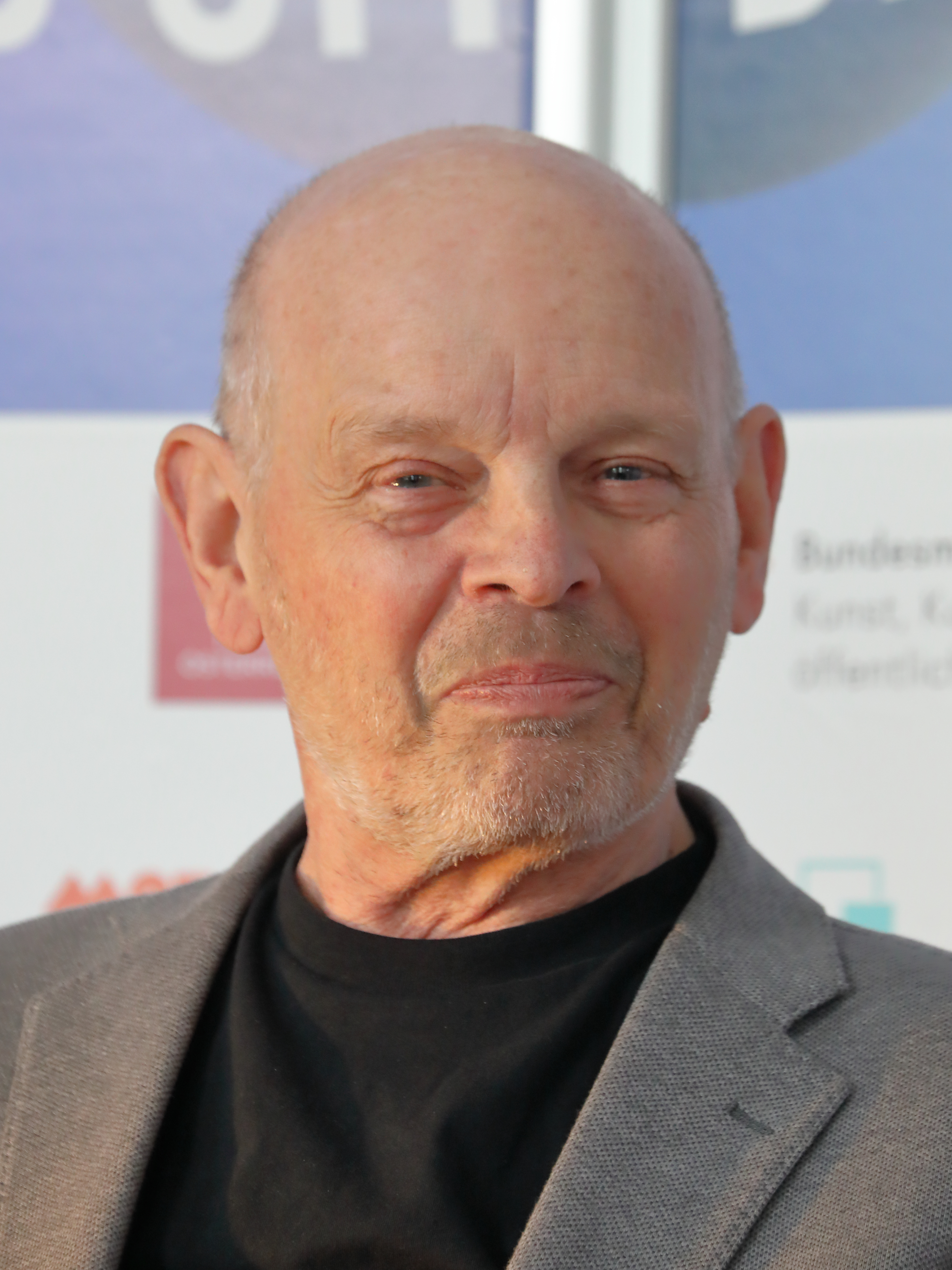
Peter Menasse bei einer Buchpräsentation

Peter Menasse (* 1947 in Wien) ist ein österreichischer Kommunikationsberater und Publizist.

## Leben
Menasse absolvierte ein Diplomstudium der Sozial- und Wirtschaftswissenschaften an der Wirtschaftsuniversität Wien und war ab 1975 mehr als zwanzig Jahre lang in der Energiewirtschaft tätig. Ab 1975 arbeitete er bei der Polkarbon KG, einem Unternehmen, das Kohle und Koks aus Polen nach Österreich importierte. Von 1986 bis 1991 fungierte er als Geschäftsführer des Unternehmens. Im Jahr 1992 gründete er gemeinsam mit zwei Partnern die HCI Handelsgesellschaft, die ebenfalls Kohle nach Österreich einführte.
Von 1992 bis 1997 schrieb er die Kolumne „Bedient“ im Wiener Wochenmagazin Falter und war ab 1998 als Pressesprecher des Ministers Caspar Einem tätig. Anschließend arbeitete er von 2000 bis 2017 als Chefredakteur des jüdischen Kultur-Magazins Nu.  Ab 2008 fungierte er als Aufsichtsrat der MuseumsQuartier Errichtungs- und Betriebsgesellschaft, seit 2020 ist er Aufsichtsratsvorsitzender.
1999 war er Mitbegründer der PR-Agentur communication matters, aus der er 2010 ausschied. Anschließend war er Prokurist und Leiter der Abteilung Finanzen und Organisation des Jüdischen Museum Wien unter der Leitung von Danielle Spera. 2012 trat er von dieser Position zurück und arbeitet seither wieder in der PR-Branche, zunächst als Einzelunternehmer, seit 2019 als Gesellschafter der Agentur Menasse & Menasse-Eibensteiner Kommunikation OG.
Seit 2015 ist er Gastgeber beim „Menassetreff“, einer in Eisenstadt stattfindenden Gesprächsreihe mit interessanten Persönlichkeiten aus Kunst, Kultur, Journalismus und Politik. 2018 war er einer der Mitbegründer des Kunstvereins Eisenstadt und fungiert als dessen Vizepräsident.
Menasse ist verheiratet mit der Journalistin und Kommunikationsberaterin Petra Menasse-Eibensteiner.

## Veröffentlichungen
- Rede an uns. Edition a, Wien 2012, ISBN 978-3-99001-053-2.
- mit Alexander Juraske, Agnes Meisinger: Hans Menasse The Austrian Boy. Ein Leben zwischen Wien, London und Hollywood. Böhlau, Wien 2019, ISBN 978-3-205-20782-5.
- mit Helen Liesl Krag: Ella Schapira (1897–1990). Lebensgeschichte einer jüdischen Kleidermacherin. Böhlau, Wien 2020, ISBN 978-3-205-21189-1.
- als Hrsg. mit Wolfgang Wagner: Vom Kommen und Gehen. Burgenland. Betrachtungen von Zu- und Weggereisten. Böhlau, Wien 2021, ISBN 978-3-205-21275-1.